# Линеа Квигли
Барбара Линеа Квигли (енгл. Barbara Linnea Quigley; рођена 27. маја 1958. у Давенпорту, Ајова) америчка је глумица, филмска продуценткиња, модел, певачица и списатељица. Појављује се у многобројним нискобуџетним хорор филмовима, због чега је постала препознатљива као „краљица вриска”. Најпознатија је по улогама у слешерима Дан дипломирања (1981), Дивље улице (1984), Тиха ноћ, смртоносна ноћ (1984) и у зомби хорору Повратак живих мртваца (1985).
Године 1992. постала је прва жена која је примљена у Фангоријину хорор кућу славних, да би је у наредним годинама следиле Хедер Лангенкамп, Џејми Ли Кертис, Сигорни Вивер и Данијела Харис.
Почетком 1980-их основала је женски бенд The Skirts, у коме је била певачица. Написала је три аутобиографске књиге. Активисткиња је за права животиња и активна чланица организације .

## Приватни живот
Квигли је рођена у Давенпорту као једино дете у породици Дороти и Вилијама Квиглија. Отац јој је био киропрактичар и психолог. Основну школу је завршила у Давенпорту, а средњу у Бетендорфу. Једном приликом је изјавила да је током похађања средње школе била толико стидљива, да није смела ништа ни да проговори.
Након завршене средње школе, преселила се са родитељима у Лос Анђелес. Почела је да ради у спа центру, али је на наговор другарица почела да похађа часове глуме и гитаре. На послу је упознала моделе којe су радилe на филмовима и које су је повезале са продуцентима.
Квигли је веганка. Са вегетаријанском дијетом почела је крајем 1970-их и постепено избацивала из исхране производе животињског порекла. Након тога, постала је активисткиња за права животиња и тренутно је активна чланица организације . С друге стране, замера јој се појављивање у филмовима који приказују насиље над женама.
На снимању филма Страва у Улици брестова 4: Господар снова запросио ју је Стив Џонсон, који је на филму радио специјалне ефекте. Пар се венчао 1990, али су се развели већ 2 године касније. Постојала су нагађања да је током 2000-их накратко била у браку са Гералдом Картером и Френком Накарлом, али она то никада није потврдила.

## Каријера
Каријеру је започела улогом у филму Психопата из Тексаса. Прву значајнију улогу имала је у слешеру Дан дипломирања из 1981. У филму Тиха ноћ, смртоносна ноћ (1984) тумачила је споредну улогу, која се појавила и у наставку, Тиха ноћ, смртоносна ноћ 2 (1987) кроз флешбек сцене. Једна од значајнијих улога јој је и „Треш” у Повратку живих мртваца (1985).
У досадашњој каријери појавила се у више од 130 Б-филмова, углавном из хорор жанра, а само за наредне 2 године најављено је да ће се појавити у још 15 филмова.
Интересантно је да, упркос великом броју филмова, готово никада не тумачи главну улогу.

## Филмографија
| Улоге Линее Квигли |                                           |               |                               |                 |
| Година             | Српски назив                              | Изворни назив | Улога                         | Напомена        |
| 1978.              | Смртоносни спорт                          |               | Кортеза                       |                 |
| 1978.              | Аудиције                                  |               | Сали Вебстер                  |                 |
| 1981.              | Дан дипломирања                           |               | Долорес                       |                 |
| 1983.              | Симон и Симон                             |               | Боби                          | ТВ серија       |
| 1984.              | Дивље улице                               |               | Хедер                         |                 |
| 1984.              | Тиха ноћ, смртоносна ноћ                  |               | Дениз                         |                 |
| 1985.              | Повратак живих мртваца                    |               | „Треш”                        |                 |
| 1987.              | Тиха ноћ, смртоносна ноћ 2                |               | Дениз                         | архивски снимци |
| 1988.              | Ноћ демона                                |               | Сузан                         |                 |
| 1988.              | Страва у Улици брестова 4: Господар снова |               | душа из груди Фредија Кругера |                 |
| 1992.              | Невина крв                                |               | медицинска сестра             |                 |
| 1994.              | Бундевоглави 2: Крвава крила              |               | Надина                        |                 |
| 1998.              | Фантоми                                   |               | жена у соби 204               |                 |
| 1999.              | Играј до коске                            |               | наркоманка                    |                 |
| 2003.              | Зомбигедон                                |               | директорка Русо               |                 |
| 2009.              | Ноћ демона 4                              |               | балерина                      |                 |
| 2014.              | Ученици                                   |               | Рејн / Сераф                  |                 |
| 2020.              | У потрази за тамом 2                      |               | саму себе                     | документарац    |

## Дискографија
- (2002)